# Битва под Кремоной
Битва под Кремоной (фр. Bataille de Crémone) — сражение в ходе Войны за испанское наследство, произошедшее 1 февраля 1702 года между французскими войсками и австрийскими войсками.

## Перед сражением
Став более осторожным после поражения в битве при Кьяри, французский командующий герцог Вильруа занял выгодные позиции в деревне Ураго близ Кьяри и держал противника на расстоянии. Но следующие два месяца прошли без серьезных столкновений, французский командующий, чтобы избежать дезертирства из-за проблем с возникшими поставками, 12 ноября перевел армию на другой берег реки Ольо, подошел к Кремоне и занял её. 
Через пять месяцев после того, как принц Евгений Савойский смог отразить французские войска в битве при Кьяри в Ломбардии, он двинулся в наступление на запад к Кремоне, расположенной на реке По. Евгений спланировал захват Кремоны с помощью местного священника, который должен был впустить в город 400 имперских солдат. Затем они должны были открыть городские ворота для дополнительных войск под командованием принца де Водемона.

## Сражение
Получив известие о приближении имперской армии Евгения Савойского, герцог Вильруа отдал приказ соорудить баррикады на улицах города и послал гонцов за помощью, а сам стал готовиться к осаде. 
В ночь на 31 января 1702 года священник впустил группу имперских гренадеров через скрытую водопропускную трубу, и они захватили ворота Святой Маргариты. После их открытия примерно 4000 солдат во главе с принцем Евгением застали французов врасплох: многие были убиты, когда вышли из своих казарм, а маршал Вильруа был взят в плен в своих покоях.
Второй и более крупный отряд под командованием принца де Водемона должен был штурмовать ворота По и цитадель, но опоздал с прибытием. Это дало гарнизону время, чтобы разрушить жизненно важный мост и подготовиться. Австрийская атака была отражена частями ирландской бригады, полком де Диллона и полком де Бурка. Защитники теперь перегруппировались и контратаковали. Когда рассвело и прибыла французская помощь, принц Евгений приказал своим войскам отступить.
Австрийцы потеряли около 1600 человек, французы - около 1100 человек. Луи Жозеф де Вандом принял командование над французской армией.